# DNA (singel BTS)
„DNA” – koreański singel południowokoreańskiej grupy BTS, wydany 18 września 2017 roku. Utwór promował minialbum Love Yourself: Her. Sprzedał się w nakładzie 829 278 egzemplarzy w Korei Południowej. Piosenka zdobyła złoty certyfikat RIAA za sprzedaż ponad 500 000 egzemplarzy.
Japońska wersja tego utworu pojawiła się na singlu „MIC Drop/DNA/Crystal Snow” 6 grudnia 2017 roku.

## Lista utworów
Singel koreański
| Nr | Tytuł | Słowa i kompozycja                                       | Produkcja | Czas |
| -- | ----- | -------------------------------------------------------- | --------- | ---- |
| 1. | „DNA” | PDOGG, HITMAN BANG, Kass, Supreme Boi, Suga, Rap Monster | PDOGG     | 3:43 |

## Notowania

### Wersja koreańska
| Lista                                    | Najwyższa pozycja |
| ---------------------------------------- | ----------------- |
| Gaon Weekly Digital Chart                | 2                 |
| Gaon Weekly Download Chart               | 2                 |
| Gaon Weekly Streaming Chart              | 6                 |
| Gaon Weekly BGM Chart                    | 3                 |
| Top 50 Singles (Australia)               | 99                |
| Billboard Canadian Hot 100 (Kanada)      | 47                |
| SNEP (Francja)                           | 76                |
| Japan Hot 100 (Billboard)                | 6                 |
| Heatseeker Singles (RMNZ, Nowa Zelandia) | 2                 |
| AFP (Portugalia)                         | 37                |
| OCC (Szkocja)                            | 63                |
| Singles Digitál Top 100 (Słowacja)       | 92                |
| Sverigetopplistan (Sweden Heatseeker)    | 2                 |
| OCC (UK)                                 | 90                |
| US Billboard Hot 100                     | 67                |
| US World Digital Chart                   | 1                 |

### Wersja japońska
| Lista         | Najwyższa pozycja |
| ------------- | ----------------- |
| Japan Hot 100 | 10                |